# Estádio António Coimbra da Mota
O Estádio António Coimbra da Mota é um estádio de futebol localizado na Amoreira, freguesia de Alcabideche, concelho de Cascais, em Portugal, onde o Grupo Desportivo Estoril Praia manda os seus jogos.
Atualmente o estádio possui capacidade de apenas 5 094 lugares, já que a bancada topo norte se encontra interdita ao público por falhas estruturais nas suas fundações.

## Historial
Foi inaugurado no dia 1 de Janeiro de 1939, ainda antes da data da fundação do clube, a 17 de Maio de 1939, e conta com espaço para 8 000 espectadores. O estádio encontra-se construído na zona por onde transitava o leito da ribeira da Amoreira, hoje encanada desde a área a montante do estádio, e que o atravessa. O seu nome homenageia António José Gonçalves Coimbra da Mota (Cascais, Cascais, 26 de Outubro de 1908 - Cascais, Cascais, 26 de Junho de 1972).
A Suécia escolheu este estádio para estagiar para o Euro 2004, realizado em Portugal, onde atingiu os quartos-de-final da prova, fase em que foi eliminada pela Holanda nas grandes penalidades. 
Recebeu, igualmente, dois jogos da Seleção Portuguesa de Rugby Union, contra a Ucrânia e o Uruguai, a qual venceu ambos. 
O estádio recebe, anualmente, a final da Taça de Cascais em Futebol, e já recebeu vários jogos das Seleções Jovens Portuguesas Masculinas e Femininas. Também recebeu jogos do Campeonato Europeu de Surdos, que se disputou em Junho de 2007 em Portugal.
O estádio foi expandido em 2014 com a intenção de poder participar nas competições europeias em casa. Como tal, o clube levou a cabo a construção de uma nova bancada (topo norte) para cerca de 3 mil espectadores, o que elevou a capacidade para 8 000 lugares.
Em 15 de Janeiro de 2018, a mesma bancada inaugurada em 2014, em risco de ruir, obrigou as Forças Especiais da Guarda Nacional Republicana a evacuar a zona, onde estavam adeptos do FC Porto. Os adeptos do FC Porto acabaram por se concentrar no relvado. O jogo acabou por ser interrompido ao intervalo, e a segunda parte foi realizada em 21 de fevereiro de 2018. Desde essa situação a bancada encontra-se interdita ao público tendo voltando à capacidade original.